# USS LST-987
O USS LST-987 foi um navio de guerra norte-americano da classe LST que operou durante a Segunda Guerra Mundial.